# Piramide del Sole di Teotihuacan

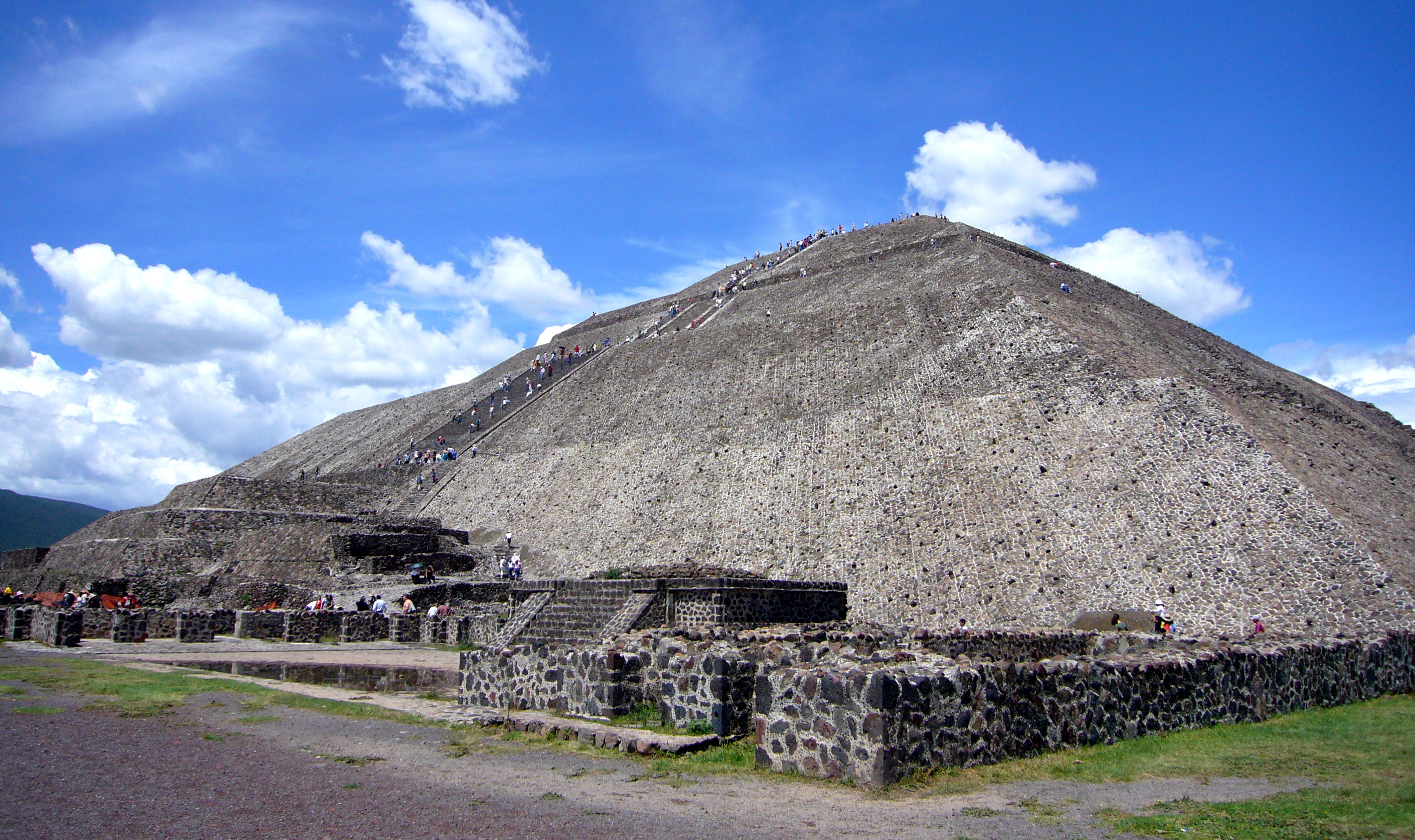
Piramide del Sole

La Piramide del sole è il più grande edificio di Teotihuacan ed uno dei più grandi dell'intera Mesoamerica. Costruito lungo la cosiddetta Via dei Morti, nelle vicinanze della Piramide della Luna e della ‘'Cittadella'’, alle falde del massiccio del Cerro Gordo, la Piramide è parte del grande complesso nel cuore della città.

## Storia

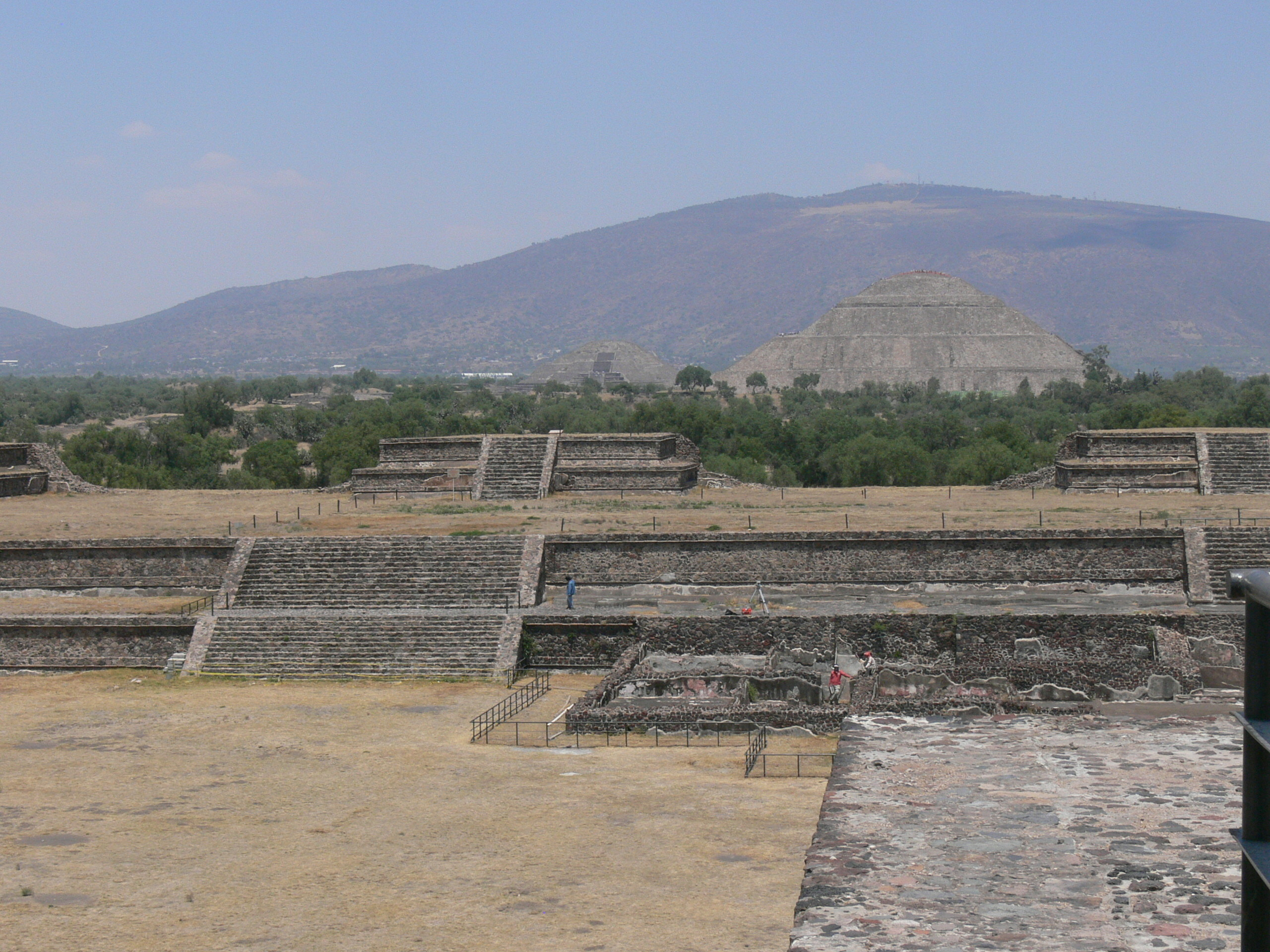
Piramide del Sole vista dalla Cittadella

Il nome "Piramide del sole" fu dato dagli Aztechi, che riscoprirono la città di Teotihuacan, secoli dopo che era stata abbandonata; il nome con cui era conosciuta dai Teotihuacanos non ci è giunto.
La piramide fu costruita in due fasi: la prima parte fu edificata verso il 100 d.C., - la Piramide era non molto più piccola di come la vediamo ora; la seconda fase costruttiva, all'inizio del III secolo d.C., la portò alle dimensioni finali di circa 225 metri di lato e 75 metri d'altezza, facendone la terza piramide più grande al mondo. anche se ben più bassa della Grande Piramide di Cheope a Giza (146 metri). Durante la seconda fase sulla terrazza sommitale della piramide fu anche innalzato un altare, che non è arrivato a noi, e fu costruita la piattaforma addossata. Sempre in questo periodo furono edificati la Cittadella ed il Tempio del Serpente Piumato.
Una volta terminata la struttura, i costruttori rifinirono la piramide con intonaco di calce importato dalle zone circostanti, sul quale dipinsero murales dai brillanti colori rappresentanti giaguari, stelle, serpenti a sonagli ed altri simboli della cosmologia mesoamericana. Mentre la Piramide ha resistito per secoli, le pitture e l'intonaco si sono sgretolati e non sono oggi più visibili.
Si pensa che la Piramide fosse usata per venerare una divinità propria della civiltà di Teotihuacan, ma la distruzione del tempio al di sopra della piramide ha impedito agli archeologi di identificarla.

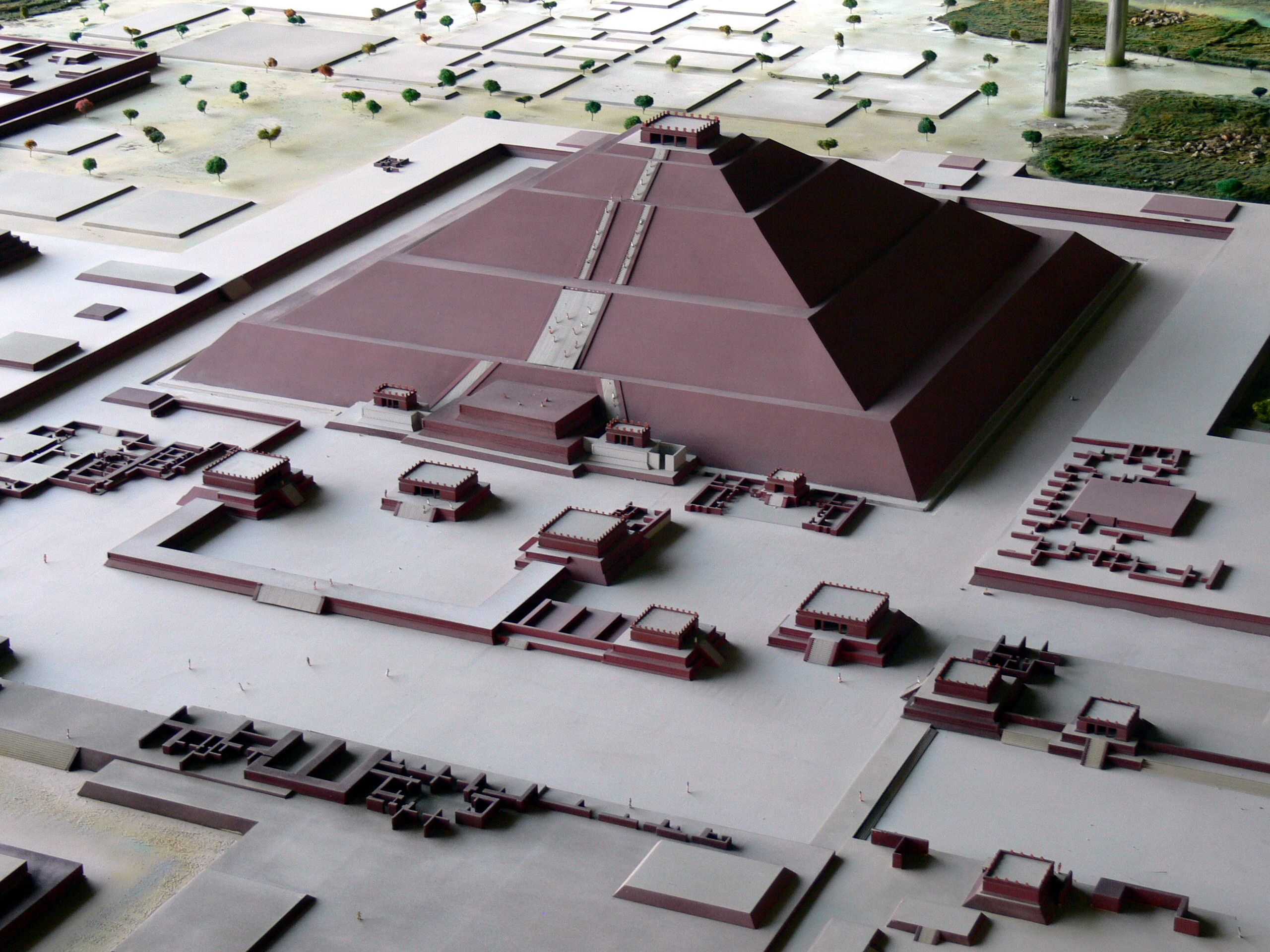
Modello della Piramide

## Struttura, misure, collocazione ed orientamento
| Dimensioni          | Valore                                                                                 |
| ------------------- | -------------------------------------------------------------------------------------- |
| Altezza             | 71,17 m                                                                                |
| Perimetro alla base | 894 m                                                                                  |
| Lunghezza lato      | 223,5 m                                                                                |
| Inclinazione        | 32,5 gradi                                                                             |
| Superficie laterale | 59214 m² (ipotizzando che la base sia perfettamente quadrata e le facce lisce)         |
| Volume              | 1 184 828,310 m³ (ipotizzando che la base sia perfettamente quadrata e le facce lisce) |

L'orientamento della struttura può assumere diversi significati antropologici. La piramide è orientata leggermente a nord-ovest del punto in cui tramonta il sole due giorni all'anno, 12 agosto e 29 aprile, che rappresenta circa un anno del calendario divinatorio di Teotihuacan. Il 12 agosto è significativo, perché rappresentava l'inizio dell'era presente ed era il giorno d'inizio, per i Maya, del loro calendario (lungo computo). Inoltre molti eventi astrologici, importanti sia in termini agricoli che di fede, potevano essere osservati dalla piramide.
La piramide venne edificata sopra un tunnel artificiale che conduceva ad una "grotta" collocata sei metri sotto il centro della struttura. In un primo momento si era ritenuto fosse un tunnel di lava naturale ed era stato identificato come il possibile sito mitico di Chicomoztoc, da dove avrebbe avuto origine l'umanità, secondo la mitologia azteca. Scavi più recenti hanno invece appurato che lo spazio è artificiale e che sarebbe potuto servire come tomba reale.

## Manufatti recuperati
Solo pochi oggetti sono stati ritrovati nei pressi della piramide. All'interno sono state ritrovate punte di freccia in ossidiana e figurine umane. Oggetti simili sono stati trovati nei pressi della Piramide della Luna, del Tempio del Serpente Piumato e nella Cittadella. Questi oggetti potrebbero rappresentare vittime sacrificali. Agli angoli della piramide sono state ritrovate le sepolture dei bambini. Si ritiene che queste sepolture derivassero da riti sacrificali dedicati alla costruzione della piramide. Nel dicembre del 2012 è stato rinvenuto il corpo di un uomo tumulato nella Piramide della Luna. Apparentemente l'uomo sembra essere stato sotterrato vivo insieme ad oggetti artistici, gioielli e sacrifici per gli dei.